# Sophia Morrison
Sophia Morrison, née le 24 mai 1859 à Peel et décédée le 14 janvier 1917 dans la même ville, était une activiste culturelle, figure majeure du mouvement de revitalisation de la culture mannoise, écrivaine, et collectrice de folklore. Son ouvrage le plus connu, publié en 1911, est Manx Fairy Tales (deuxième édition : 1929).
Parlant couramment le mannois, elle est aussi l'une des membres fondatrices de la Société de la langue mannoise (en anglais : Manx Language Society ; en mannois : Yn Cheshaght Ghailckagh) et de son journal Mannin dont elle fut l'éditrice entre 1913 et 1917, année de sa mort.

## Jeunesse
Sophia Morrison est née dans la ville de Peel, sur l'île de Man. Elle est la troisième d'une fratrie de neuf enfants. Ses parents sont Louisa Morrison (née Crellin) (1830-1901) et Charles Morrison (1824-1880). Son père était un marchand local respecté, propriétaire de bateaux de pêche et responsable de la construction d'Athol Street dans la ville de Peel. Lors du recensement de 1881, Sophia Morrison est inscrite comme vivant au numéro 7 d'Athol Street, mais il est possible qu'elle ait vécu dans d'autres maisons de la famille durant sa vie, comme aux numéros 11 et 15. Elle a également vécu à Onchan pendant ses premières années, en compagnie de sa grand-mère et de sa grand-tante, Eleanor Kewley et Jane Quine. Même si elle venait d'un milieu favorisé, Morrison, grâce au métier de son père et à une structure sociale assez fluide sur l'île, a rapidement été mise en contact avec différentes classes sociales de la population, notamment les pêcheurs, dont le milieu avait une relation privilégiée avec le folklore et la culture mannoise.
Morrison était élève à la Clothworkers' School à Peel ; en dehors de l'école, elle étudie la musique avec son ami et cousin Edmund Goodwin (lui-même passionné par la musique et par les langues, dont le mannois). Elle est diplômée du Trinity College of Music grâce au soutien financier de Goodwin, devenant ainsi la première Mannoise à recevoir ce diplôme. On sait peu de choses sur le reste de son éducation, si ce n'est qu'elle a vécu à Ballig près d'Onchan pendant ses études. Morrison s'intéressait tout particulièrement aux langues, parlant parfaitement le mannois et le français et connaissant bien le gaélique écossais, l'irlandais, l'italien et l'espagnol. Elle a également voyagé, notamment en France (Bretagne et Pays Basque) et certainement aux Etats-Unis.

## Carrière
Sophia Morrison a dédié sa vie à la préservation et la revitalisation de la culture mannoise sous toutes ses formes, dont elle avait constaté l'extrême fragilité. En tant que collectrice de folklore, une grande partie de son travail a consisté en la transcription de la culture orale mannoise : expressions, charmes, superstitions, noms de plantes, gros mots, mots tabous, prières, recettes, chants et airs musicaux, médecine naturelle...
Il est possible qu'elle ait été, dans sa jeunesse, assistante au Lycée Molière à Paris et qu'elle ait étudié à la Sorbonne.

Certainement grâce à un modeste héritage à la suite de la mort de ses parents, Morrison n'effectuera pas d'activité rémunérée durant sa vie, se dédiant intégralement à l'enseignement bénévole du Mannois, à la collecte de folklore, à la publication d'ouvrages sur la culture mannoise et à ses activités de secrétaire pour la Manx Society, dont la publication de son journal, Mannin.

## Méthodes
Sophia Morrison a appliqué à son travail de collecte de folklore une méthode systématique et scientifique, encore non standard à l'époque. Son travail a été influencé par celui de Charles Roeder (1848-1911), un folkloriste allemand avec qui elle a entretenu une longue correspondance. Ce dernier l'encourage à suivre un modèle théorique bien précis.
Il s'agit de collecter :
- Les noms celtes (surtout ceux utilisés dans le domaine de la médecine naturelle)
- Les noms mannois
- La prononciation de ces noms
- Les noms anglo-mannois
- L'identité de la personne consultée, la localité, la date, l'âge
Il lui conseille également de se concentrer sur les femmes d'un certain âge, alors que les conventions à l'époque voulait qu'on aille questionner les hommes plus âgés.
Ce travail de collecte vise à rendre la culture mannoise disponible à un large public, donc à être publié : on se détache de l'approche des antiquaires (comme celle d'A. W. Moore) qui se contentaient de collecter sans but pédagogique ou attention portée aux individus derrière les informations recueillies.
Morrison faisait également partie d'un réseau divers, indispensable à ses activités : elle était en contact permanent avec des antiquaires, professeurs et locaux et a entrepris de nombreux voyages autour de Peel et Dalby, cherchant à parler aux personnes qu'elle rencontrait. Grâce à sa maîtrise de la "vieille langue", elle était très appréciée des habitants. Morrison apportait une attention toute particulière à la vie privée des personnes rencontrées, ne publiant pas systématiquement certaines informations intimes ou charmes qu'il fallait uniquement transmettre, au sein d'une famille, d'une génération à une autre. Il s'agissait donc d’exercer son activité de manière éthique et de rester une personne de confiance pour les populations locales.

## Manx Fairy Tales (1911)
On se souvient surtout de Sophia Morrison pour son livre, Manx Fairy Tales (Contes de Fée mannois), dont l'édition originale comprenait 41 contes, poèmes et comptines d'une grande diversité. Sophia désirait voir l'ouvrage illustré et fut très déçue de découvrir que la première édition ne l'était pas, à l'exception de deux dessins dont l'un représentait un chat avec une queue. Depuis, 5 histoires ont été ajoutées et la seconde édition, publiée en 1929 par sa sœur Louisa Morrison, a été publiée avec les illustrations d'Archibald Knox. Elle est de loin la plus connue.
L'oeuvre a été publiée en anglais mannois et se concentre sur le langage parlé et vernaculaire. Trois histoires comportent des passages en mannois au sein des dialogues, et trois autres sous forme de chanson. Une seule histoire est entièrement rédigée en mannois avec une traduction anglaise. Les histoires ont été collectées directement auprès des habitants et seulement modifiées pour améliorer la compréhension générale.
Il est à noter que le mot "fée" n'est pas utilisé en mannois : on les appelle "Le Petit Peuple" (The Little People), "Eux-mêmes" (Themselves) ou encore, dans un registre familier, "Les Petits Gars" (The Lil' Fellas). Le titre de l'oeuvre démontre donc une volonté de partager le folklore mannois avec des non initiés, même si la préface rédigée par l'autrice établit immédiatement les specificités culturelles propres à l'oeuvre.

## Travaux édités et publiés
Manx Fairy Tales, David Nutt and Co., (1911) (Seconde édition en 1929 avec les illustrations d'Archibald Knox, publiée par Louisa Morrison)
Manx Folklore (publication de poèmes de William Cashen) (1912) 
Manx Proverbs and Sayings avec Charles Rieder (1905)
Manx Wild Flowers (dans une compilation de contributions) (1908)
Manx Cookery Book avec sa soeur, Miss Louisa Morrison
A calendar of quotations from the works of T. E. Brown (1913)
A Vocabulary of the Anglo-Manx Dialect avec AW Moore et E. Goodwin publié par Louisa Morrison (1924)
MANNIN (1913-1917) (8 numéros sur 9 ; a laissé assez de matériel pour la publication d'un 9ème numéro édité par Mona Douglas) 